# Bruna Benevides
Bruna Benevides (Fortaleza, 1979) é uma militar brasileira, referência na luta pelos direitos humanos.
Nascida em uma família tradicional cristã, Bruna sofria violência física e bullying de colegas e da família devido à sua feminilidade. Iniciou sua carreira militar aos 18 anos, ingressando na Marinha do Brasil em Olinda, Pernambuco, mas depois mudou-se para Niterói, no Rio de Janeiro. Em 2011, começou a tomar hormônios e ingressou no  curso de sargento, para depois comunicar aos superiores que era mulher. Com o apoio de seu marido Gustavo foi convencida a assumir sua transexualidade para seu comandante. Bruna passou por "avaliação psiquiátrica" e foi diagnosticada como pessoa portadora de "transexualismo", um "transtorno mental", sendo afastada contra sua vontade de suas funções. Em 2017, recebeu o laudo definitivo de que era "incapaz" e a Marinha iniciou um processo de reforma compulsória. Imediatamente, Bruna entrou com ação impedindo sua aposentadoria. No entanto, não conseguiu retornar às funções.
Em 2014, aderiu ao ativismo. Atualmente, é secretária de articulação política da Associação Nacional de Travestis e Transexuais (Antra) e faz o dossiê anual que mapeia a violência contra a população trans no país. Além disso, ajudou a fundar o Fórum Estadual de Travestis e Transexuais do Rio de Janeiro, coordena um cursinho popular para pessoas trans em Niterói, e participa do Conselho Municipal dos Direitos da População LGBT de Niterói.